# 長槍仿刺鎧蝦
長槍仿刺鎧蝦（学名：Munidopsis sarissa）为鎧甲蝦科仿刺鎧蝦屬下的一个种。